# Berylliumkupfer
Berylliumkupfer oder Kupferberyllium, früher auch als Berylliumbronze bzw. Kupferberylliumbronze bezeichnet, ist eine Legierung von Kupfer mit 0,4 bis 2 % Beryllium. Es können weitere Legierungsbestandteile wie z. B. Cobalt, Nickel oder Silizium enthalten sein, um die Legierungseigenschaften auf den speziellen Einsatzzweck abzustimmen, oder um Beryllium einzusparen (Kosten, gesundheitliche Gründe), ohne dabei Nachteile in den funktionellen Legierungseigenschaften in Kauf nehmen zu müssen. Mit Cobalt als Legierungsbestandteil wird der Werkstoff bei Halbzeugen oft als CuCoBe bezeichnet.
Die wichtigsten Hersteller von Kupfer-Beryllium-Legierungen sind die Firmen NGK Berylco, eine Tochter von NGK Insulators, und Materion Brush Beryllium & Composites.

## Zusammensetzung und Herstellung
Es gibt mit den hochfesten und den hochleitfähigen Materialien im Allgemeinen zwei Kategorien von Kupfer-Beryllium-Legierungen. Die hochfesten Legierungen enthalten 1,6 bis 2,9 Gewichts-% Beryllium, mit Kobaltzugaben von bis zu 1 Gewichts-% in der Kupfermatrix. Die wichtigste der hochfesten Legierungen ist die Legierung 25 (UNS C17200), mit 1,80 bis 2,00 Gewichts-% Be. Durch Glühen bei 750 bis 825 °C für 5 min oder mehr, gefolgt von einer Wasserabschreckung, wird das Beryllium in fester Lösung bei Raumtemperatur belassen. Die Legierung kann dann kaltumgeformt und zu fertigen Produktformen verarbeitet werden. Die Ausscheidungshärtung kann durch eine Alterung für 0,5 bis 3 Stunden bei 315 bis 400 °C durchgeführt werden. Für den ausgehärteten Zustand wurden Zugfestigkeiten bis zu 1500 MPa beobachtet. Die elektrische Leitfähigkeit der Legierung 25 beträgt 22 bis 25 % IACS (International Annealed Copper Standard). Eine bleihaltige Version dieser Legierung hat eine verbesserte Zerspanbarkeit. Eine etwas kostengünstigere hochfeste Zusammensetzung mit 10 % geringeren Festigkeitseigenschaften wird für kleine elektrische Komponenten verwendet. Die Legierung 165 (UNS C17000) ist aufgrund ihres geringeren (1,6 Gewichts-%) Berylliumgehalts etwas kostengünstiger. Sie wird für elektrische Kontakte, Federn, Klemmen, Schalter, Faltenbälge und Manometer von Bourdon verwendet. Bandware im Bereich von 0,03 bis 0,40 mm Dicke wird häufig als Fertigungsgrundlage für diese Produkte eingesetzt. Die hochleitfähigen Legierungen weisen einen niedrigen Berylliumgehalt von 0,3 bis 0,8 Gewichts-% und einen hohen Kobaltgehalt von 1,4 bis 2,7 Gewichts-% auf. Die am häufigsten verwendete Legierung hat 0,5 Gewichts-% Be und 2,5 Gewichts-% Co. Es kann bei 900 bis 940 °C lösungsgeglüht werden. Das Altern erfolgt bei 425 bis 540 °C für 1 bis 4 h. Die maximale Festigkeit für diese Legierungen liegt im Bereich von 700 bis 900 MPa. Berylliummetall hat eine elektrische und eine thermische Leitfähigkeit, die etwa 40 % der von Kupfer beträgt. Eine elektrische Leitfähigkeit von 40 bis 60 % IACS ist typisch.

## Eigenschaften
Berylliumkupfer hat einige besondere Eigenschaften:
- Geglüht wird es weich und kann dann in die gewünschte Form geschmiedet werden. Ein erneutes Erwärmen auf 300 Grad Celsius lässt die Legierung wieder aushärten. Durch Kalthämmern lässt sich die Härte weiter steigern.
- Trotz der Härte schlägt ein Hammer mit einem Kopf aus Berylliumkupfer keine Funken, weshalb Werkzeuge aus diesem Material überall dort verwendet werden, wo in explosionsgefährdeten Bereichen gearbeitet wird (Bohrinseln, Gaswerke, Raffinerien).
- Berylliumkupfer wird wie andere Legierungen in verschiedenen Härten angeboten (Federn aus Berylliumkupfer halten vielfach mehr Biegungen aus als die beste Stahlfeder – und sind im Gegensatz zu letzterer nicht ferromagnetisch).
- Die elektrische Leitfähigkeit ist im Vergleich zu Stahl hoch (ca. 10 · 106 S/m bis 35 · 106 S/m), aber deutlich niedriger als die von reinem Kupfer (ca. 58 · 106 S/m).
- Berylliumkupfer ist chemisch sehr widerstandsfähig.

## Verwendung

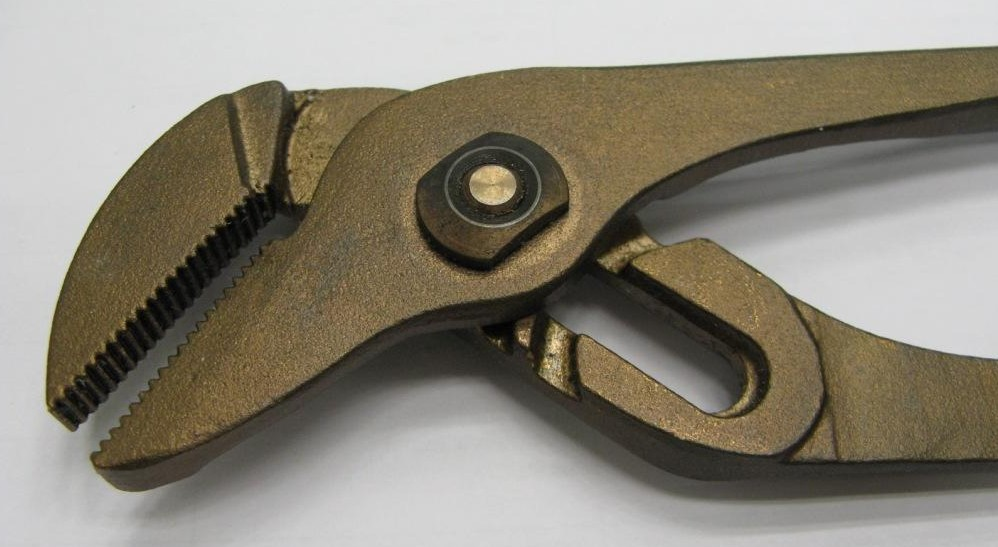
Funkenfreie Zange aus Berylliumkupfer

Verwendet wird Berylliumkupfer beispielsweise für hochbelastete Federn in Maschinen, Kontaktfedern in Relais, elektrischen Berührungskontakten, für funkenfreie Werkzeuge, für Spritzgussformen, im Motorenbau für Ventilsitzringe. Pistons für Vorderladerwaffen werden ebenfalls aus Berylliumkupfer gefertigt, da sie hohen mechanischen, thermischen und chemischen Belastungen ausgesetzt sind.
Beryllium-Kupfer wird auch für Gießformen, so genannte Kokillen, für den Messingguss verwendet.

## Sicherheitshinweis
Das Legierungselement Beryllium ist sehr giftig. Es sollte daher darauf geachtet werden, dass beim Bearbeiten keine alveolengängigen Be-Partikel entstehen, wie dies zum Beispiel beim Schleifen, Schweißen und Lösungsglühen der Fall ist. Bei Inhalation kann in seltenen (unter 4 %) der Fälle eine Berylliose auftreten. Zerspanende Bearbeitung (Fräsen, Drehen, Bohren) ist als ungefährlich einzustufen, da dabei keine kleinen Partikel in die Luft gelangen können. Technische-Richtkonzentration- bzw. MRK-Werte gibt es derzeit keine.